# Mozambik na Mistrzostwach Świata w Lekkoatletyce 2009
Mozambik na Mistrzostwach Świata w Lekkoatletyce 2009 – reprezentacja Mozambiku podczas czempionatu w Berlinie liczyła 2 zawodników. Nie zdobyła żadnego medalu ani miejsca punktowanego.

## Występy reprezentantów Mozambiku

### Mężczyźni
| Konkurencja                | Zawodnik   | Eliminacje | Eliminacje | Półfinał      | Półfinał      | Finał         | Finał         |
| Konkurencja                | Zawodnik   | Wynik      | Poz.       | Wynik         | Poz.          | Wynik         | Poz.          |
| -------------------------- | ---------- | ---------- | ---------- | ------------- | ------------- | ------------- | ------------- |
| Bieg na 400 m przez płotki | Kurt Couto | DQ         |            | Nie awansował | Nie awansował | Nie awansował | Nie awansował |

### Kobiety
| Konkurencja   | Zawodniczka  | Eliminacje | Eliminacje | Półfinał       | Półfinał       | Finał          | Finał          |
| Konkurencja   | Zawodniczka  | Wynik      | Poz.       | Wynik          | Poz.           | Wynik          | Poz.           |
| ------------- | ------------ | ---------- | ---------- | -------------- | -------------- | -------------- | -------------- |
| Bieg na 800 m | Leonor Piuza | 2:08,08    | 36.        | Nie awansowała | Nie awansowała | Nie awansowała | Nie awansowała |